# IC 4517
IC 4517 је спирална галаксија у сазвјежђу Волар која се налази на листи објеката дубоког неба у Индекс каталогу.
Деклинација објекта је + 23° 38' 35" а ректасцензија 14h 54m 35,1s. Привидна величина (магнитуда) објекта IC 4517 износи 14,7 а фотографска магнитуда 15,5. IC 4517 је још познат и под ознакама CGCG 134-50, PGC 53291.